# 石器時代2
《石器時代2》是一款由日本DigiPark公司開發的網絡遊戲，為《石器時代》的正統續作，繼承了上一代的部分遊戲內容，例如寵物系統、回合制戰鬥系統等，並對遊戲進行大量改善，例如一位玩家可以同時攜帶多隻寵物進行戰鬥。但新的遊戲系統並不受玩家歡迎，多個地區的代理商均短期內終止營運。
日本、韓國、台灣、港澳地區等地區均先後代理營運，但目前已全部終止，只有中國大陸地區仍然在營運當中，由勝思網絡代理，已於2010年12月31日進行公測。

## 相關產品
- 石器時代

為《石器時代2》的上一代作品，由日本Japan System Supply開發。
- 石器時代－寵物物語

又名為StoneAge Petite，為一網頁線上遊戲，由DigiPark公司開發。
香港地區由現世數碼娛樂有限公司代理，於2010年12月22日進行公測。

## 外部連結
- 日本官方網站
- 大陸官方網站